# 楽府詩集
『楽府詩集』（がふししゅう）は、北宋の郭茂倩（かくもせん）による楽府集。
古代から五代までの楽府5290首を分類して網羅的に集めたもの。全100巻。

## 概要
郭茂倩は太常博士の郭源明（1022年-1076年）の長男だった。郭源明の父の郭勧については宋史に伝がある。『楽府詩集』のほかに『雑体詩集』という著書があったが、失われて今は伝わらない。『楽府詩集』は北宋末までに編纂された。
先行する歌謡集には『玉台新詠』があり、また『宋書』楽志や『芸文類聚』などの類書にも楽府を収めるが、『楽府詩集』は楽府と考えられる古今の作品ほとんどすべてを収集し、曲によって分類した点に特徴がある。
郭茂倩の時代には楽府の音楽は伝わっていなかったが、歌辞の由来については（漢）蔡邕『琴操』、（晋）崔豹『古今注』、（唐）呉兢『楽府解題』、（宋）沈建『楽府広題』などを、演奏については（南朝宋）張永『元嘉正声技録』、（南朝宋）王僧虔『大明三年宴楽技録』、（陳）釈智匠『古今楽録』などを引用して述べている。これらの書物の多くは失われているので、『楽府詩集』は貴重な資料にもなっている。中津濱渉によると『楽府詩集』は160種にのぼる書籍を引用している。とくに重んじているのは釈智匠『古今楽録』、呉兢『楽府解題』、沈建『楽府広題』の3書である。

## 構成
『楽府詩集』では楽府を12門に大別し、その中をさらに細分している。
- 郊廟歌辞（巻1-12）
- 燕射歌辞（巻13-15）
- 鼓吹曲辞（巻16-20）
- 横吹曲辞（巻21-25）
- 相和歌辞（巻26-43）
- 清商曲辞（巻44-51）
- 舞曲歌辞（巻52-56）
- 琴曲歌辞（巻57-60）
- 雑曲歌辞（巻61-78）
- 近代曲辞（巻79-82）
- 雑歌謡辞（巻83-89）
- 新楽府辞（巻90-100）

このうち郊廟歌と燕射歌は宮中の雅楽である。鼓吹曲から雑曲歌までは呉兢『楽府解題』の分類に（多少変更の上）基本的に従っている。近代曲とは隋・唐時代に発生した楽府の総称である。
『楽府詩集』の第一巻「郊廟歌辞」に属する「漢郊祀歌十九首」は、『漢書』にある「礼楽志」の「郊祀歌十九章」であり、第八巻の「郊廟歌辞」八に属する「漢安世房中歌十七首」は、「礼楽志」の「高祖唐山夫人安世房中十七章」に当たり、古く伝承されたものである。
『漢書』「芸文志」によれば、「武帝が楽府を設立して歌謡を採取したので、代・趙の歌や秦・楚の風が残った。これらの歌は哀楽によって発想され作成されたものであることがわかり、それらによって、その地域の風俗の厚薄を観察することができる」と記載されている。また同書には「高祖歌詩」、「出行巡狩及游歌詩」、「李夫人及幸貴人歌詩」、「燕代謳」、「雁門」・「雲中」・「幡西歌詩」、「河間歌詩」、「黄門僧」・「車忠等歌詩」、「雑歌詩」の八種の名が記録されているが、現存のものを、それぞれに充当すれば、「大風歌」・「鴻鵠歌」が第一に属し、武帝の「訓子歌」・「秋風辞」・「蒲梢天馬歌」・「車子侯歌」および「鏡歌」に属する上之回が第二に属し、「外戚伝」に記されている「是耶非邪詩」、『拾遺記』に記されている「落葉哀蝉曲」が第三の部類であり、「鶏鳴歌」は第四の部類に属し、「雁門太守行」・「幡西行」は第五の範囲であり、「階上桑」・「河間雑歌」は第六の範囲に属し、「黄門僧歌」・「俳歌辞」が第七の部類である。第八の「雑歌詩」は『漢書』「芸文志」には九篇を記録しているが、現存歌辞について該当するものを決定するのは難しい。「相和歌」については、『宋書』「楽志」に、「相和は漢の旧曲なり。絲竹更も相和し、節を執る者歌ふ」とあり、『晉書』「楽志」には、「凡そ楽章古辞の存する者は、並に漢世の街階謳謡であり、「江南可架蓮」・「烏生八九子」・「白頭吟」の類で、その後、漸く絃管に被らしたものであり、相和の諸曲がこれである」と記してある。
楽府として取扱われていて、必ずしも音楽の伴奏をともなわないもの、すなわち漢の雑曲歌に属するものは、長篇の焦仲卿妻などがある。
相和曲に使用する楽器は笙・笛・節鼓・琴・惑・琵琶・箏の七種である、
相和歌の平調曲においては、楽器として、笙・笛・筑・惡・琴､箏・琵琶の七種を用いた。
清調曲においては、楽器は笙・笛・院・節・琴・慧・箏・琵琶の八種を用いた。
瑟調曲における使用楽器は、笙・笛・節・琴・慧・箏・琵琶の七種であった。
楚調曲において使用した楽器は、笙・笛・節・琴・箏・琵琶・喜の七種であった。
吟欺曲は、『古今楽録』の記載によれば、唐代においては、吟欺曲の四曲大雅吟・王明君・楚妃藪・王子喬のうち、王明君だけを歌う者があったということで、王子喬はおそらく魏晉以後には歌う者がなかったので楽器は不明である。
大曲については。『宋書』「楽志」によれば「大曲は十五曲あり、東門・西山(魏曲)・羅敷・西門・黙黙・園桃(魏曲)・白鶴・錫石(魏曲)・何嘗(魏曲)・置酒(魏曲)・為楽・夏門・王者布三大化 (魏曲)・維陽令・白頭吟である」とあり、その第十一が為楽、すなわち満歌行である。
『楽府詩集』は、「大曲というのは、相和曲・平調曲・瑟調曲・楚調曲の何れかに属するもので、十五曲中、十四曲はそれぞれ調があるが、為楽一篇だけは調が亡び、歌辞だけが残ったので、相和曲乃至三調の何れかに属せしめ得ないで、後に附け出したのである」と説明している。
すなわち魏曲以外は、漢の古辞で羅敷、すなわち階上桑は相和曲に属し、東門・西門・黙黙(折楊柳行)・白鵠(鑑歌何嘗行)・夏門(歩出夏門行)・維陽令(雁門太守行)は返調曲に属し、白頭吟は楚調曲に属するが、為楽すなわち満歌行だけは、所属するところがないのである。
上記の漢の古辞とは、作者不明の漢代から伝承されたものである。
本辞と歌辞の差のあるように、古辞はみな楽章であるので、原詩とは必ずしも同一ではなく、字句に増減のあるものもあるが、漢字伝承されて、『宋書』「楽志」に記載されて残ったもので、貴重な歌辞である。
郭茂侍は『楽府詩集』において、歌辞を分類して「郊廟歌辞・燕射歌辞・鼓吹曲辞・横吹曲辞相和歌辞・清商曲辞・舞曲歌辞・琴曲歌辞・雑曲歌辞・近代曲辞・雑歌謡辞・新楽府辞」の十二類に区分している。この中において楽府の特色あるものは、相和歌辞であるから、上記のように多数あげたのであるが、雑曲歌辞に属するものとしては、傷歌行・悲歌・駆車上東門行・再再孤生竹・董婚饒のほか、長篇の羽林郎・焦仲卿妻を採録した。
『楽府詩集』には未収であるが、「太平御覧」には、古楽府としている上山栄靡無も採録した。雑歌謡辞の烏孫公主歌、横吹曲辞の紫郎馬歌(十五従軍征)、琴曲歌辞の長篇の胡布十八拍も採録した。以上は漢の楽歌であるが、魏の楽歌としては、曹操・曹丕・曹植らの作を多く採録すべきであるが、曹丕の燕歌行(平調曲)、曹操の苦寒行、曹植の呼嗟篇(いずれも清調曲)の三篇にとどめた。歌辞の表現型は、五言体のもの、雑言体のものがある。五言体のものとしては、階上桑・歩出夏門行・長安有狭斜行・長歌行など多くあり、雑言体としては、婦病行・孤児行・西門行・東門行など多くある。いずれが楽府として代表的の詩型であるか、五言から雑言に移ったか、雑言が五言に整えられたか、判断が難しいが、五言詩が漢代に成立したことと、文章の表現句形にも、五言句が四言句についで圧倒的に多いことから、楽府体も五言句が代表的な表現句型ではないかと考えられている。
。

## 収録作品
収録した作品は5290首にのぼり、このうち作者不明のものが1497首、作者の明らかなものは576人による3793首を収録する。作者の明らかな作品の時代ごとの内訳は以下のようになっている。
| 時代   | 漢以前 | 漢 | 魏  | 呉 | 蜀 | 晋  | 宋  | 斉  | 梁  | 陳  |
| 作者数 | 22     | 16 | 11  | 1  | 1  | 15  | 29  | 17  | 73  | 34  |
| 作品数 | 33     | 21 | 124 | 12 | 1  | 210 | 227 | 171 | 546 | 218 |

| 時代   | 北魏 | 北斉 | 北周 | 隋 | 唐   | 五代 |
| 作者数 | 3    | 3    | 6    | 29 | 306  | 10   |
| 作品数 | 7    | 7    | 113  | 78 | 1996 | 29   |

すなわち隋以降の作品が345人2103首にのぼり、後の時代に作られた楽府集が隋唐の作品を収録しないのと大きく異なる。また、このことが『楽府詩集』の巻数が多くなる原因ともなっている。南北朝まででは梁のものが突出して多い。
作者別では、南北朝まででは沈約の119首がもっとも多く、ついで庾信、傅玄、鮑照、梁の簡文帝の順に並ぶ。隋以降では李白159首、白居易98首をはじめとして、劉禹錫、温庭筠、張籍の順に多い。

## テクスト
中国国家図書館蔵（傅増湘旧蔵）の宋刊本が現存する。優れた本だが完本ではなく、79巻分が残る。1955年に文学古籍刊行社より影印出版され、中津濱渉『楽府詩集の研究』 はこの本をもとにしている。
元刊本には至元6年（1340年）序の至元刊本と至正元年（1341年）の至正刊本がある。
毛晋は至元刊本と銭謙益所蔵の宋刊本をもとに校勘を行った（汲古閣本）。四部叢刊はこの本を使っている。